# Virginie Dubois
Pour la productrice québécoise, voir Coop Vidéo de Montréal.
Virginie Dubois, née en 1984, a été élue Miss France Monde en 2003. Elle a représenté la France en 2003 à Miss Monde en Chine. Virginie Dubois est actuellement diététicienne-nutritionniste et exerce son activité à Paris.

## Biographie
Mariée au philosophe et théologien franco-libanais Antoine Fleyfel depuis 2009 avec qui elle a deux fils.

## Télévision
Virginie Dubois a été l'invitée de plusieurs émissions sur M6 (E=M6, 100 % mag et Bon... et à savoir) et sur Teva.